# Garudinia bimaculata
Garudinia bimaculata là một loài bướm đêm thuộc phân họ Arctiinae, họ Erebidae.